# Eching (Freising)
Eching is een gemeente in de Duitse deelstaat Beieren in
de Landkreis Freising.
Eching telt 14.039 inwoners.
In Eching staat het hoofdkantoor van de divisie Printer Systems van het bedrijf Avery Dennison, een multinational in kantoorartikelen en zelfklevende materialen.
Allershausen ·
Attenkirchen ·
Au in der Hallertau ·
Eching ·
Fahrenzhausen ·
Freising ·
Gammelsdorf ·
Haag an der Amper ·
Hallbergmoos ·
Hohenkammer ·
Hörgertshausen ·
Kirchdorf an der Amper ·
Kranzberg ·
Langenbach ·
Marzling ·
Mauern ·
Moosburg an der Isar ·
Nandlstadt ·
Neufahrn bei Freising ·
Paunzhausen ·
Rudelzhausen ·
Wang ·
Wolfersdorf ·
Zolling